# Hohe Herrlichkeit
Eine Hohe Herrlichkeit (niederländisch: hoge heerlijkheid) oder Freie Herrlichkeit (vrije heerlijkheid) war im Mittelalter im Burgundischen und Niederrheinisch-Westfälischen Reichskreis ein selbstständiges Gebiet mit eigener Rechtsprechung. Der Landesherr besaß das Recht, Körperstrafen zu verhängen und im Rahmen der Hohen Gerichtsbarkeit Straftäter zum Tode verurteilen und exekutieren zu lassen. An die Hohe Herrlichkeit waren auch das Jagdrecht, das Fischereirecht, das Mühlenrecht sowie das Recht der Ernennung von Trägern lokaler öffentlicher Ämter gekoppelt. Eine wesentliche Einnahmequelle war das Zehntrecht. In den Burgundischen Niederlanden befanden sich vor der Vereinigung zum Einheitsstaat eine große Anzahl von Gebieten, in denen ein Vrijheer oder Heer (Herrschaft) diese Macht ausübte. In den herrschaftlichen Baljuwschaften wurden die Baljuws (Vögte) direkt von der Herrschaft eingestellt.
In der Geschichte der Niederlande haben die Hohen Herrlichkeiten und Städte eine wichtige Rolle gespielt, wobei manche dieser Herrlichkeiten, hier vor allem in West-Friesland, nicht größer als das Gebiet um eine Burg waren.